# Kari Sundby
Kari Sundby, född 17 maj 1935 i Oslo, död 9 mars 1984, var en norsk skådespelare och teaterregissör.
Sundby debuterade som skådespelare 1951 vid Nationaltheatret och var fast anställd där 1952–1961. Senare var hon knuten till Edderkoppen Teater och Trøndelag Teater. Bland hennes roller återfinns tant Sofie i Folk og røvere i Kardemomme by vid urpremiären, Hedvig i Vildanden och Anne Callifer i Drivhuset av Graham Greene. Från 1974 var hon konstnärlig ledare för Oslo Nye Teaters dockteater. Hon gjorde sju film- och TV-roller 1953–1970 med debut i Toralf Sandøs Flukt fra paradiset.
Som regissör verkade hon vid Oslo Nye Teater under 1970- och 1980-talen.

## Filmografi
- 1953 – Flukt fra paradiset
- 1955 – Hjem går vi ikke
- 1957 – Selv om de er små
- 1961 – Bussen
- 1962 – Stackars stora starka karlar
- 1964 – Tartuffe
- 1967 – Skilsmissefeber
- 1970 – Douglas